# BK Minsk
Le BK Minsk est un club biélorusse de basket-ball appartenant au championnat de Biélorussie ainsi qu'à la VTB United League. Le club est basé dans la ville de Minsk.

## Palmarès
- Champion de Biélorussie : 2009, 2010, 2011, 2012, 2013, 2014, 2015, 2016, 2017, 2018, 2019, 2020, 2021, 2022, 2023.
- Coupe de Biélorussie : 2009, 2010, 2011, 2012, 2013, 2014, 2015, 2016, 2017, 2018, 2019, 2020, 2021.
- Finaliste du championnat de Biélorussie : 2008

## Couleurs et logo
Bleu, blanc et or.

Ancien logo du club.

## Personnalités du club

### Entraineurs
- 2006-2007 :  Aleksandr Popkov
- 2007-2008 :  Igor Korneenkov
- 2008-2013 :  Andrei Krivonos
- 2013-2014 :  Donaldas Kairys
- 2014 :  Andrei Krivonos
- 2014-mars 2017 :  Igor Grichtchouk
- Mars 2017-2019 :  Aleksandr Krutikov
- 2019- :  Rostislav Vergun

### Joueurs célèbres ou marquants
- Justin Gray
- Anthony Hilliard
- Keith Benson
- Tierre Brown
- Vidas Ginevičius